# Anachis lafresnayi
Anachis lafresnayi är en snäckart som först beskrevs av P. Fischer och Bernardi 1856.  Anachis lafresnayi ingår i släktet Anachis och familjen Columbellidae. Inga underarter finns listade i Catalogue of Life.

## Bildgalleri

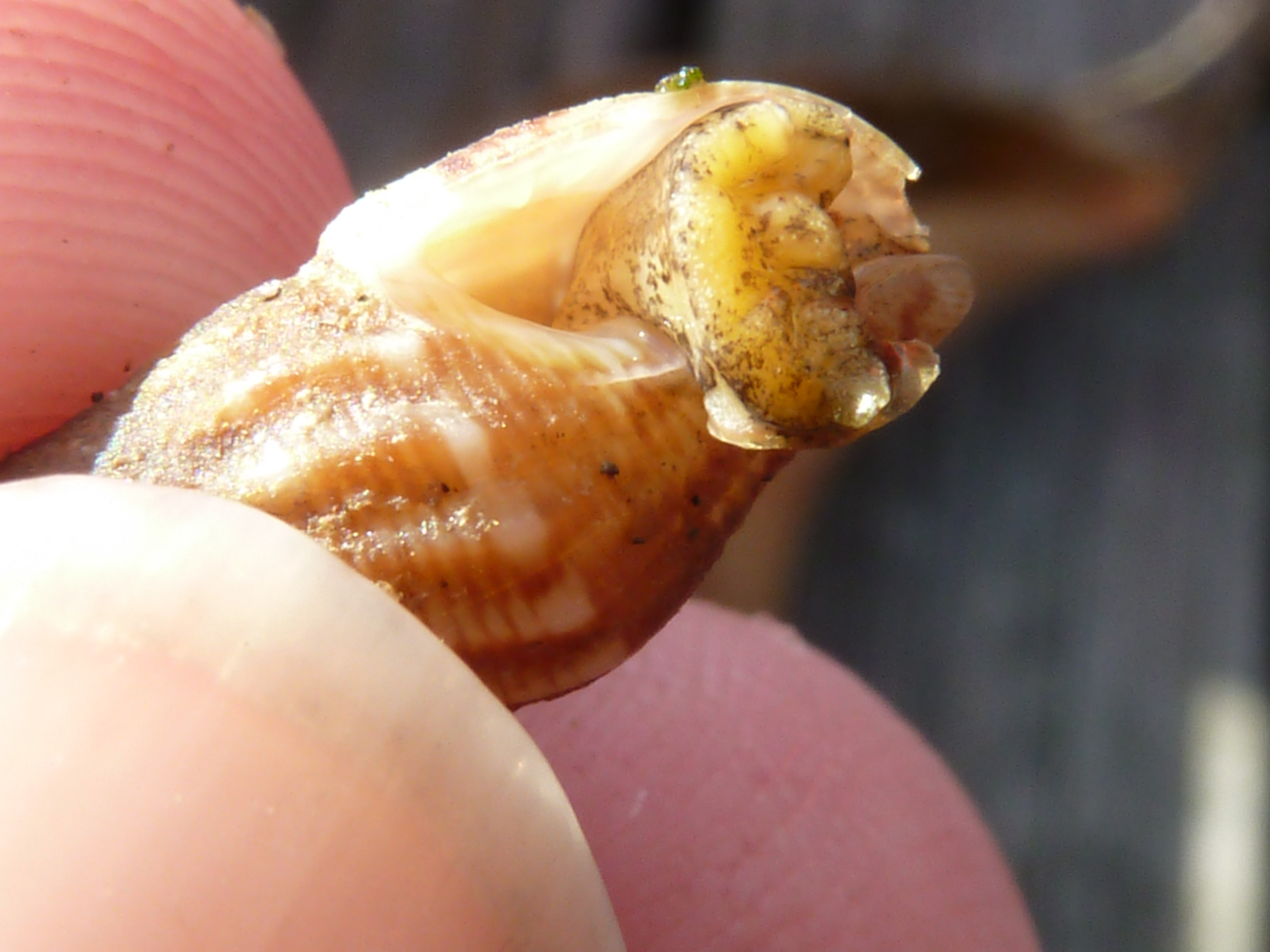
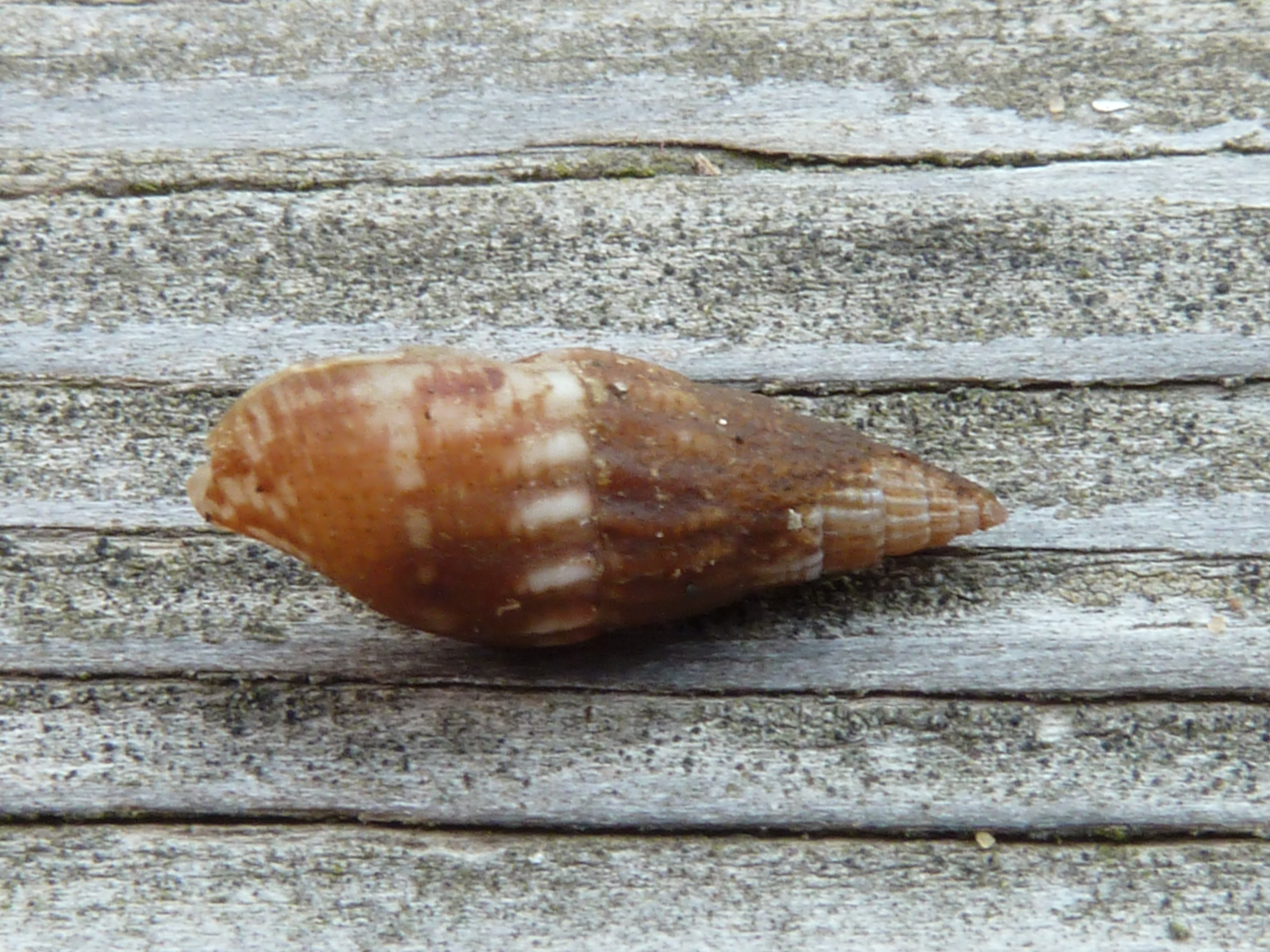